# Richard Mansfield Dudley
Richard Mansfield Dudley (28 de julho de 1938 – 19 de janeiro de 2020) foi um matemático estadunidense, professor de matemática do Instituto de Tecnologia de Massachusetts.
Obteve um doutorado na Universidade de Princeton em 1962, orientado por Gilbert Hunt e Edward Nelson, com a tese Lorentz-Invariant Random Distributions.
Foi palestrante convidado do Congresso Internacional de Matemáticos em Vancouver (1974). Foi eleito em 2012 fellow da American Mathematical Society.

## Livros
- Dudley, R.M. (1989). Real Analysis and Probability. [S.l.]: Chapman & Hall

- Dudley, R.M. (1999). Uniform Central Limit Theorems. Col: Cambridge Studies in Advanced Mathematics, 63. Cambridge, UK: Cambridge University Press

- Dudley, R.M.; R. Norvaisa; J. Qian (1999). «Differentiability of Six Operators on Nonsmooth Functions and P-Variation». Lecture Notes in Mathematics. [S.l.]: Springer-Verlag

- Dudley, R.M. (1984). A Course on Empirical Processes. Col: Lecture Notes in Mathematics. [S.l.]: Springer-Verlag